# Голов'ятинська сільська рада
Голов'я́тинська сільська́ ра́да — адміністративно-територіальна одиниця та орган місцевого самоврядування у Смілянському районі Черкаської області. Адміністративний центр — село Голов'ятине.

## Загальні відомості
- Населення ради: 1 006 осіб (станом на 2001 рік)

## Населені пункти
Сільській раді були підпорядковані населені пункти:
- с. Голов'ятине
- с. Гуляйгородок
- с. Малий Бузуків

## Склад ради
Рада складалася з 15 депутатів та голови.
- Голова ради:
- Секретар ради: Діденко Людмила Миколаївна

### Керівний склад попередніх скликань
| Прізвище, ім'я, по батькові     | Основні відомості                                    | Дата обрання | Дата звільнення |
| ------------------------------- | ---------------------------------------------------- | ------------ | --------------- |
| Ходирєв Володимир Олександрович | Сільський голова, 1950 року народження, безпартійний | 26.03.2006   | 31.10.2010      |

Примітка: таблиця складена за даними сайту Верховної Ради України

### Депутати
За результатами місцевих виборів 2010 року депутатами ради стали:

#### За суб'єктами висування
| Суб'єкт висування                 | Кількість обраних депутатів | %    |
| --------------------------------- | --------------------------- | ---- |
| Самовисування                     | 14                          | 93,3 |
| Політична партія «Сильна Україна» | 1                           | 6,7  |

#### За округами
| № округу                          | Прізвище, ім'я, по батькові    | Дата визнання обраним | Освіта             | Партійна приналежність                  | Відомості про обраного депутата                   |
| --------------------------------- | ------------------------------ | --------------------- | ------------------ | --------------------------------------- | ------------------------------------------------- |
| Політична партія «Сильна Україна» |                                |                       |                    |                                         |                                                   |
| 14                                | Проценко Руслан Олексійович    | 03.11.2010            | вища               | член Політичної партії «Сильна Україна» | Малобузуківський гранкарєр, інженер               |
| Самовисування                     |                                |                       |                    |                                         |                                                   |
| 1                                 | Мовчан Яна Олександрівна       | 03.11.2010            | середня спеціальна | позапартійна                            | фельдшерсько-акушерський пункт, акушер            |
| 2                                 | Чередниченко Марина Григорівна | 03.11.2010            | вища               | позапартійна                            | Голов'ятинська загальноосвітня школа, організатор |
| 3                                 | Йосипенко Анатолій Іванович    | 03.11.2010            | вища               | позапартійний                           | тимчасово не працює                               |
| 4                                 | Мичак Олександр Миколайович    | 03.11.2010            | середня спеціальна | позапартійний                           | Автопарк м. Черкаси, охоронець                    |
| 5                                 | Півторацька Руслана Петрівна   | 03.11.2010            | середня спеціальна | позапартійна                            | тимчасово не працює                               |
| 6                                 | Тупота Наталія Олексіївна      | 03.11.2010            | середня спеціальна | позапартійна                            | Будинок культури, директор                        |
| 7                                 | Моргун Іван Антонович          | 03.11.2010            | середня            | позапартійний                           | підприємець                                       |
| 8                                 | Проценко Олександр Євгенович   | 03.11.2010            | середня            | позапартійний                           |                                                   |
| 9                                 | Фінько Алла Андріївна          | 03.11.2010            | середня            | позапартійна                            | фельдшерсько-акушерський пункт, молодша медсестра |
| 10                                | Тертичний Віталій Федорович    | 03.11.2010            | середня            | позапартійний                           | Малобузуківський гранкар'єр, водій                |
| 11                                | Поповіченко Ольга Дмитрівна    | 03.11.2010            | середня спеціальна | позапартійна                            | Дитячий садок"Пролісок", вихователь               |
| 12                                | Грицаєнко Микола Іванович      | 03.11.2010            | середня спеціальна | позапартійний                           | пенсіонер                                         |
| 13                                | Діденко Людмила Миколаївна     | 03.11.2010            | середня спеціальна | позапартійна                            | Голов'ятинськасільськарада, секретар              |
| 15                                | Артем'єв Микола Іванович       | 03.01.2011            | середня            | член Партії регіонів                    | ТЗА м. Черкаси, охоронець                         |

## Природно-заповідний фонд
На землях сільради розташовано державне заповідне урочище «Шаєва гора».